# Stary Gózd
Stary Gózd dawniej też Guzd – wieś w Polsce położona w województwie mazowieckim, w powiecie białobrzeskim, w gminie Stara Błotnica. Leży około 95 km od Warszawy w centralnej Polsce.
| SIMC    | Nazwa   | Rodzaj    |
| ------- | ------- | --------- |
| 0638369 | Kresy   | część wsi |
| 0638375 | Malenie | część wsi |
| 0638381 | Pomorze | część wsi |

W latach 1954–1972 wieś należała i była siedzibą władz gromady Gózd. W latach 1975–1998 miejscowość administracyjnie należała do województwa radomskiego.
W Starym Góździe znajduje się tzw. „kopiec”, gdzie przed wiekami miał swoją posiadłość dziedzic. Miejsce to otoczone jest fosą. W centralnym jego miejscu można zaobserwować pozostałości po fundamentach. 
We wsi znajduje się parafia pod wezwaniem św. Józefa, publiczna szkoła podstawowa oraz było publiczne gimnazjum.
Na starym cmentarzu w Starym Goździe pochowane są głównie osoby zmarłe na cholerę.